# Nothostele
Nothostele é um género botânico pertencente à família das orquídeas (Orchidaceae).
Foi publicado por Garay em Botanical Museum Leaflets 28(4): 340, em 1982. Possui duas espécies subordinadas a este gênero, e portanto sua espécie tipo, é a Nothostele acianthiformis (Rchb.f. & Warm.) Garay , originalmente Pelexia acianthiformis Rchb.f. & Warm.. O nome do gênero vem do grego nothos, falso, e stele, coluna; é uma alusão ao fato dos segmntos da coluna de suas flores não serem completamente fundidos.
Suas espécies ocorrem apenas no Brasil, tendo sido registradas para o Distrito Federal e estados de Goiás e Minas Gerais, vivendo às margens dos rios ou escarpas, por volta de 1000 metros de altitude.
São plantas de crescimento cespitoso, geófitas, sazonais, com raízes tuberosas fasciculadas; normalmente sem folhas durante a floração. Apresentam pseudocaule alongado com algumas flores pequeninas. O labelo é séssil com margens espessas.

## Espécies
- Nothostele acianthiformis
- Nothostele brasiliaensis